# Kivijärvi (sjö i Leppävirta, Norra Savolax, 62,57 N, 27,98 Ö)
Kivijärvi är en sjö i kommunen Leppävirta i landskapet Norra Savolax i Finland. Sjön ligger 95,5 meter över havet. Den är 7,12 meter djup. Arean är 51 hektar och strandlinjen är 4,67 kilometer lång. Sjön  ingår i Vuoksens huvudavrinningsområde.   Den ligger omkring 38 kilometer söder om Kuopio och omkring 310 kilometer nordöst om Helsingfors. 
I sjön finns öarna Hämeenluoto och Kolkonluoto. 